# 함가연
함가연(1985년 11월 23일 ~)은 대한민국의 댄스스포츠 선수이다

## 수상
- 2012년	월드 타이페이 라틴 챔피언십 라틴 Asia Open 4위
- 2011년	KUDF 한양대학교 총장배 라틴부문 2위

#### 2007년제10회 슈퍼코리아컵 댄스스포츠 선수권대회 라틴부문 6위
- 2003년	코리아 오픈 댄스 스포츠 챔피온쉽 고등부 라틴 5종목 3위
- 2003년	국회의장상 전국 예술제 텐 댄스대회 고등부 라틴 5종목 1위

## 학력
- 인천여자고등학교 졸업
- 인천연성중학교 졸업

## 출연작

### 예능
- 2012년 댄싱 위드 더 스타